# 笹川りほ
笹川 りほ（ささがわ りほ、1994年5月20日 - ）は、日本の元AV女優。ティーパワーズ所属だった。

## 略歴・人物
東京都出身。2016年5月、エスワンの専属女優としてAVデビュー。
趣味はヨガ。

## 出演作品

### アダルトDVD
2016年
- 新人 NO.1 STYLE 笹川りほAVデビュー（8月19日、エスワン）
- 高感度No.1女子大生の初イキ!初体験 4本番スペシャル（9月19日、エスワン）
- 絶頂88回!痙攣112回!8,742ピストン! 痙攣絶頂ビックンビックン スレンダー極美BODY（10月25日、エスワン）
- 交わる体液、濃密セックス（11月25日、エスワン）
- ひたすらフェラチオと挿入を繰り返すマン汁舐めシャブリーナ（12月25日、エスワン）

2017年
- 犯された美脚レースクイーン 屈辱の強制枕営業（2月1日、エスワン）
- 細腰に実るたわわな迫力! 究極の超桃尻フェティシズム映像（3月1日、エスワン）
- 8頭身美脚お姉さんの恥ずかしい放尿と人生初の失禁（4月1日、エスワン）
- 僕を守るために地元のDQN達に抱かれる姉(2人)の姿に鬱勃起。（5月1日、エスワン）共演:妃月るい

### イメージDVD
- Riho お嬢様女子大生の秘め事（2016年10月20日、REbecca）